# 23155 Джудітблек
23155 Джудітблек (23155 Judithblack) — астероїд головного поясу, відкритий 4 лютого 2000 року.
Тіссеранів параметр щодо Юпітера — 3,561.